# 渡辺晋
渡辺 晋（わたなべ しん、正式な表記は渡邊 晋、1927年〈昭和2年〉3月2日 - 1987年〈昭和62年〉1月31日）は、日本の実業家・芸能プロモーター・ベーシスト。日本の芸能事務所の草分け的存在にあたる渡辺プロダクション（通称：ナベプロ）の創業者。
妻は渡辺プロダクショングループ代表兼渡辺プロダクション名誉会長の渡邊美佐。ワタナベエンターテインメント代表取締役社長、渡辺プロダクション代表取締役会長の渡辺ミキは長女。トップコート代表取締役の渡邊万由美は次女。フジテレビプロデューサーだった吉田正樹ワタナベエンタ会長はミキの夫にあたる。

## 来歴

### 出生～学生時代
東京市滝野川区（現在の東京都北区）に生まれたが、媒体によっては福岡県生まれとされることもある。渡邊家は福岡市の出で、渡辺通一帯の大地主であった。晋は日本銀行勤務の父親の転勤で東京（第二延山尋常小学校、現・品川区立第二延山小学校）から門司（清美尋常小学校）、松本（源地尋常小学校）、そして東京へと移り住む。旧制立正中学校（現・立正大学付属高等学校）を経て、1944年、早稲田大学専門部法律科に入学。同校在学中の1951年、松本英彦（テナーサックス）、中村八大（ピアノ）、猪俣猛（ドラム）らと『渡辺晋とシックス・ジョーズ』を結成。渡辺は当初音楽はど素人であったが、日本銀行に勤務していた実父が公職追放に遭い学費が払えなくなり、月謝や生活費を稼ぐために大学の先輩の薦めでベースを始める。リーダーとしてベースを担当して人気を集めたものの、最終的に学費が払えず、単位も取れず、1948年に大学は中退。

### 渡辺プロ設立～事務所の隆盛
やがてジャズミュージシャンの収入の不安定さや仕事のきつさ、福利厚生の薄さ等を目の当たりにしたことなどからプロダクション経営を考え始め、1955年4月、妻・美佐、松下治夫とともに渡辺プロダクションを設立した。当時、芸能人の地方公演はそれぞれの土地の興行師が実権を握り、金銭の支払い等に不明朗なことも多かった。渡辺は、タレントを抱えたプロダクション自身が興行全体に携わることで、興行からもたらされる全利益と権利を確保しようとした。タレントのマネジメントでは、それまでレコード会社の「専属抱え」としてレコード会社と専属契約していた歌手・作詞家・作曲家を、渡辺プロとの専属契約として集結させ、芸能界初の月給制を導入した。商用音楽における権利関係にも踏み込み、レコード会社で行われていた「原盤制作」を系列の渡辺音楽出版でおこなうことで、著作隣接権の一つである「原盤権」を所有できるようにした。プロダクション業態を、興行だけでなく、著作権の一部に常に携わり印税からの収入を得られるよう改革したことにより、プロダクションには莫大な利益が得られるようになった。こうして巨大化した渡辺プロはナベプロ帝国と呼ばれ、渡辺夫妻は芸能界のドンとして君臨するようになった。
政財界にも強力なコネクションを持ち、マスメディアがナベプロを批判することはタブーとなった。面倒見がいいことで知られ、中尾ミエや梓みちよも渡辺の家に住まわせていた時期があった他、学生タレントの学費や家の建築費等も事務所が負担した事もあったという。一方で仕事に対しては非常に厳格な事で知られ、重役会議等でもタレントの売り出し方や曲の詞やタイトルの意味、楽曲の曲調、コンセプトにいたるまで厳しく詰問する事が多かったという。
1975年東京都知事選挙では、石原慎太郎の支持を明らかにした。
また先見の明も優れており、自身の出自であるジャズだけでなく、当時異端視されていたロカビリー、ソウルミュージック、ゴスペル等を当初から高く評価、何れも自社の若手歌手に歌唱させ流行させたばかりでなく、その後の長きに渡り定着させる礎を築いた。
自身の持説は「自社のタレントには音楽性、芸術性を高めるよりも大衆受けを高めろ」というものであったといい、自社の歌手やアイドルにも「ステージ上では常に背筋を伸ばし、笑顔を振り撒け。」と指図していたという。また「タレントは偶像であるべし。」という思考をもっており、当時喜劇俳優として全盛期であった植木等が恩師と対面する番組に出演するというオファーがあった際は、植木の真面目な地が出て無責任男のイメージが崩れるという理由で固辞させたという。また一部の女性アイドルの恋愛遍歴等も今日と異なり明かさせず、天地真理やキャンディーズ等は、雑誌の対談企画などで処女である事を強調させ、純潔なイメージを死守させた。

### ナベプロ帝国の陰り～晩年
しかし、日本テレビ系列で始まったオーディション番組『スター誕生!』によるホリプロや、数年間提携していたジャニーズ事務所、さらに吉本興業、バーニングプロダクションなどの台頭、伊東ゆかり、森進一、木の実ナナ、布施明など人気タレントの相次ぐ独立もあり、1970年代後半から徐々にナベプロ帝国の影響力にかげりが見え始めた。また自身の体調悪化（後述）に加え、ワンマン体制が長期化した事や、時流の変化に自身がついていけなくなり、大里洋吉（後にアミューズを創業）や松下等が運営方針の食い違いで対立し社を去るなど、社内においても人事面等での対立等もあり次第に孤立していった。
1970年に左の頬に皮膚癌を発症。一度は根治したかに見えたが、1974年に再発。その後は死去するまで癌との闘病を強いられることとなった。コバルト治療の副作用で左目の視力を失い、晋自身が「ものを考えられない」とこぼすほどの激しい頭痛にも悩まされた。最晩年はやせ衰え、本来経営者として盛りである五十代であるのにもかかわらず、老人のように痛々しく衰弱していた。それでも、病身を押して死の間際までゴルフやパーティーに出席するなどプロダクション経営の一線に立ち続けた。
1987年1月31日に59歳で急死した。臨終の際、ジャズシンガーの勉強中であった娘のミキに「スターダスト」を枕元で歌うように乞い、「シャボン玉ホリデー」のエンディング曲であり渡辺プロの象徴的メロディともいえる、このスタンダードナンバーが口ずさまれる中で永眠したといわれる。
株式公開の話を幾度となく持ちかけられたが、「芸能市場は長期的なスパンが必要であり、株価を気にし株主に常に配当をしなければならないという状況下では成立しにくい。」と判断。株式の公開を行わなかった。
日蓮宗の信者であり、かつては新入社員研修を寺院で催すのが恒例であった。事務所には「晋は新である…、新は進である…。」等の言葉からなる額縁が掲げられており、実質的な社訓であったという。

## 受賞歴
- 藍綬褒章受章（芸能産業界初の受章者、1986年）[6]
- 勲四等瑞宝章受章（1987年）[6]
- 年間最優秀プロデューサーを選ぶ会特別賞受賞（1987年）[6]
- 藤本真澄賞特別賞（1987年）[6]
- 日本作曲大賞音楽文化賞（1987年）[6]
- 日本レコード大賞文化賞（1987年）[6]

## テレビドラマ
- フジテレビ系ザ・ヒットパレード〜芸能界を変えた男・渡辺晋物語〜
2006年5月26・27日放送

## 外部リンク

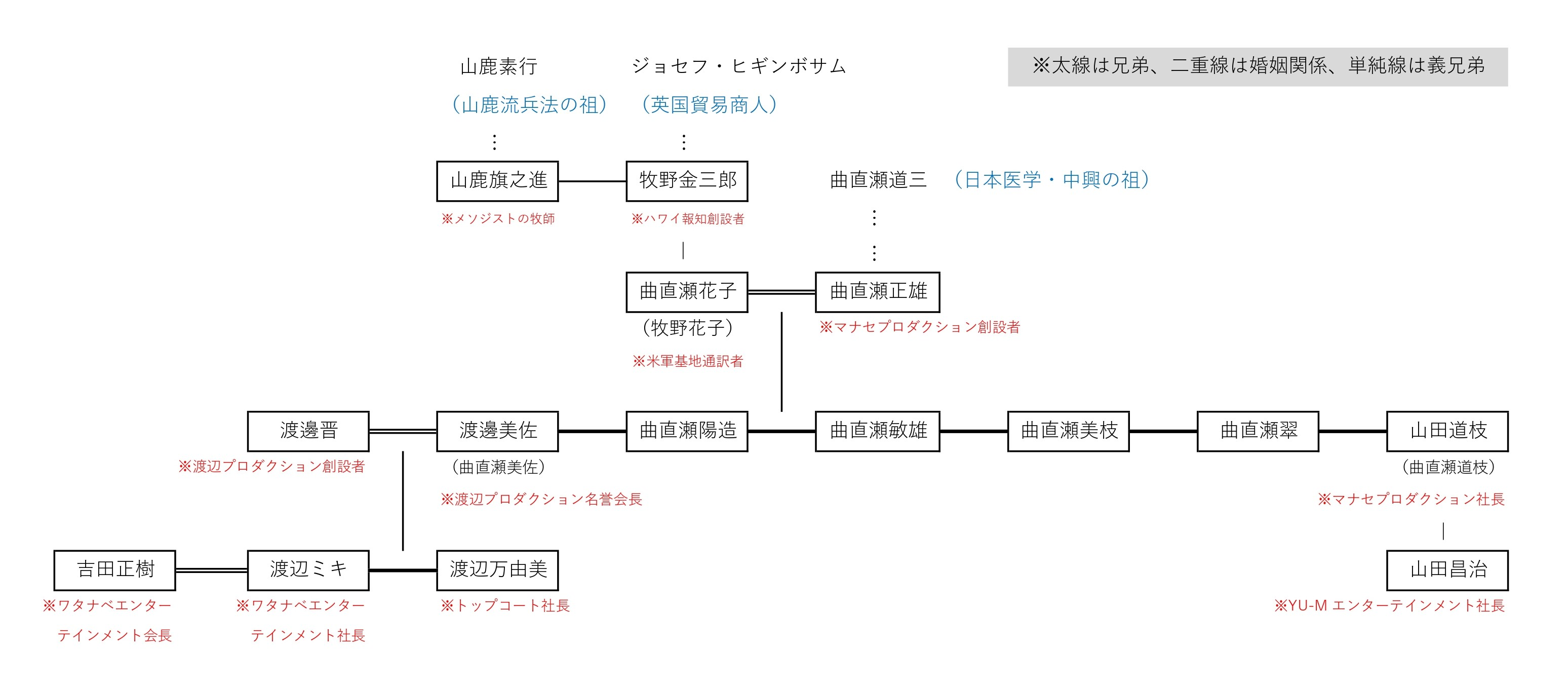
渡辺晋 家系図

## 関連人物
- ハナ肇とクレージーキャッツ
  - ハナ肇
  - 植木等
  - 谷啓
  - 犬塚弘
  - 安田伸
  - 石橋エータロー
  - 桜井センリ
- ザ・ピーナッツ
  - 伊藤エミ
  - 伊藤ユミ
- ザ・ドリフターズ
  - いかりや長介
  - 加藤茶
  - 仲本工事
  - 高木ブー
  - 荒井注
  - 志村けん
- ザ・タイガース
  - 沢田研二
  - 岸部一徳
  - 森本太郎
  - 瞳みのる
  - 加橋かつみ
  - 岸部四郎
- キャンディーズ
  - 伊藤蘭
  - 田中好子
  - 藤村美樹
- すぎやまこういち
- 青島幸男
- 松下治夫
- 萩原哲晶
- 宮川泰
- 浜村淳
- 水原弘
- なべおさみ
- 小松政夫
- 森進一
- 布施明
- 中尾ミエ
- 伊東ゆかり
- 園まり
- 小柳ルミ子
- 天地真理
- アグネス・チャン
- 太田裕美
- 吉川晃司
- 中村八大
- 永田貞雄
- 藤本真澄
- 岡田茂
- ジャニー喜多川
- 吉野伊佐男

## 元部下
- 大里洋吉
- 生野悟
- 尾木徹
- 松崎澄夫
- 諸岡義明
- 和久井保
- 中井國二
- 井澤健
- 藤岡隆